# نیکوتینامید
نیکوتینامید (انگلیسی: Nicotinamide) یا به اختصار «NAM» که با نام نیاسینامید هم شناخته می‌شود، یکی از انواع ویتامین ب۳ است که در برخی غذاها یافت می‌شود و از آن به‌عنوان مکمل غذایی و دارو هم استفاده می‌شود. به‌عنوان یک مکمل، از نیکوتینامید جهت جلوگیری از پلاگر استفاده می‌شود و مزیت آن به نیاسین آن است که موجب گُرگرفتگی و برافروختگی پوستی نمی‌شود. کِـرِم نیکوتینامید در درمان آکنه کاربرد دارد.
عوارض جانبی نیکوتینامید بسیار اندک است. در دوزهای زیاد، احتمال بیماری‌های کبدی وجود دارد. مصرف مقادیر معمولی آن در دوران بارداری مجاز است.
نیکوتینامید یکی از اعضای خانواده ویتامین‌های گروه ب و به‌ویژه ویتامین‌های ب۳ است. این ماده یک آمید از اسید نیکوتینیک است و به‌طور طبیعی در مخمرها، گوشت و سبزی‌های برگی یافت می‌شود.
نیکوتینامید مابین سال‌های ۱۹۳۵ تا ۱۹۳۷ میلادی کشف شد و اینک در فهرست داروهای ضروری سازمان جهانی بهداشت در نظام سلامت قرار دارد. شکل دارویی آن به صورت ژنریک و بدون نسخه در دسترس عموم است. نیکوتینامید را از نیاسین یا نیکوتینونیتریل می‌سازند. در برخی از کشورها، نیکوتینامید را به دانه‌ها می‌افزایند.